# حمام قدیمی آبقه
حمام قدیمی آبقه مربوط به اوایل دوره پهلوی است و در شهرستان تایباد، روستای آبقه - روبروی زیارتگاه آبقه واقع شده و این اثر در تاریخ ۱۱ آذر ۱۳۸۴ با شمارهٔ ثبت ۱۴۱۴۷ به‌عنوان یکی از آثار ملی ایران به ثبت رسیده‌است.